# BJ2022

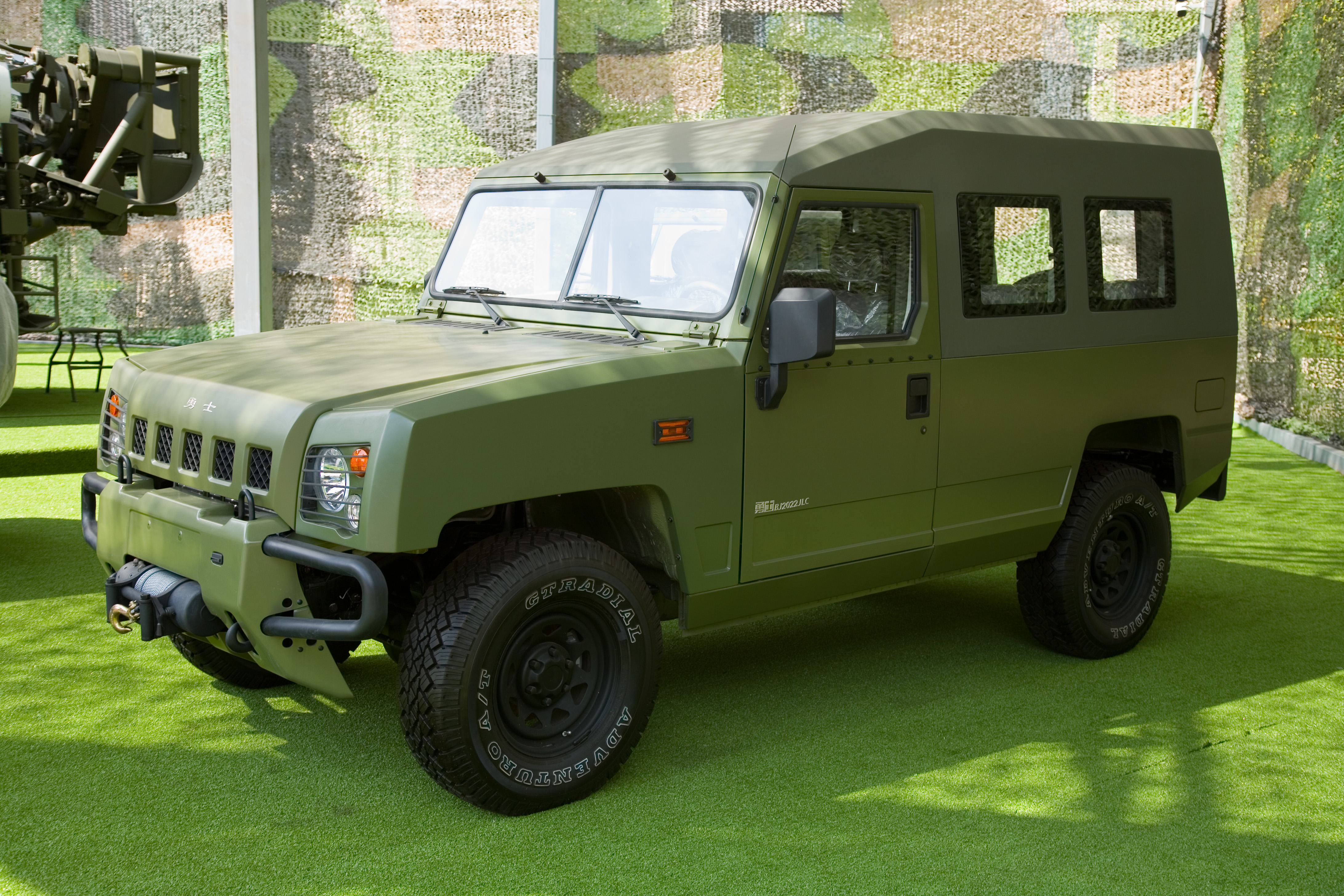
BJ2022

BJ2022（中国語：勇士）は、北京汽車が製造しているジープ型の4WD車。中国人民解放軍が使用している軍用車両で、BJ2020（旧BJ212）の後継車両である。

## 概要
BJ2022は、ロシア製のGAZをベースにして2002年に設計開発が開始され、2006年の北京オートショーで初めて発表された。2007年に生産が開始され、同年に配備された。

## 装備
- SRSエアバッグ（運転席）
- GPSが設置されている
- ラジオとエアコンが標準装備
- ABS

## 主要諸元
- エンジン：3.5-ディーゼルターボ（136馬力）
- 駆動方式：4WD
- 変速機：AX-15マニュアル式変速機（前進5段・後進1段）
- 最高速度：155km/h
- 定員：1+4名（通常仕様）、1+7名（ロング仕様）
- 燃料容量：85リットル

## 登場作品

### ゲーム
『Operation Flashpoint: Dragon Rising』
中国人民解放軍が使用する。非武装型とQJC88重機関銃搭載型、LG3 グレネードランチャー搭載型の3種類が登場する。
『マーセナリーズ2 ワールド イン フレームス』
アジアン軍が所有している車両で、「リービング・フォックス」の名称で登場する。DShK38重機関銃搭載型のほかにMk.19 グレネードランチャー搭載型も登場する。

## その他
- 2010年、中国のカンボジアに対する無償支援の一環として257両の軍用車両が同国軍に提供され、その中には30両のBJ2022が含まれていた[1]。